# Graeme Gilmore
Graeme Gilmore (Melbourne, 29 juni 1945) is een voormalig Australisch baanwielrenner.

## Biografie
Gilmore was professioneel wielrenner van 1965 tot 1977. Hij was vooral succesvol als zesdaagsewielrenner. Hij nam deel aan in totaal 101 zesdaagsen en wist er daarvan 12 op zijn naam te schrijven. Hiermee haalt hij een gedeelde 55e plaats op de ranglijst aller tijden. Van deze 12 overwinningen heeft hij er 4 samen met Dieter Kemper behaald. 
Graeme Gilmore is de vader van Matthew Gilmore, die in België geboren werd tijdens zijn vaders verblijf in Europa als zesdaagserenner. Tevens was hij de schoonbroer van de overleden wielrenner Tom Simpson.
In het begin van zijn profcarrière kende hij in Australië enig succes als wegrenner. In 1966 werd hij 2e in het eindklassement van de Herald Sun Tour  en in 1967 won hij de wegwedstrijd Melbourne - Warnambool en werd hij Australisch kampioen op de weg bij de profs. In 1974 won hij de GP Raf Jonckheere.

## Overzicht Zesdaagse overwinningen
| Nr. | Jaar | Zesdaagse van | Samen met                        |
| --- | ---- | ------------- | -------------------------------- |
| 1.  | 1967 | Launceston    | Sid Patterson                    |
| 2.  | 1972 | Zürich        | Albert Fritz en Wilfried Peffgen |
| 3.  | 1973 | Bremen        | Dieter Kemper                    |
| 4.  | 1973 | Los Angeles   | Klaus Bugdahl                    |
| 5.  | 1973 | Gent          | Patrick Sercu                    |
| 6.  | 1974 | Keulen        | Dieter Kemper                    |
| 7.  | 1974 | München       | Sigi Renz                        |
| 8.  | 1974 | Gent          | Julien Stevens                   |
| 9.  | 1974 | Zürich        | Klaus Bugdahl                    |
| 10. | 1975 | Dortmund      | Dieter Kemper                    |
| 11. | 1976 | Kopenhagen    | Dieter Kemper                    |
| 12. | 1976 | Maastricht    | Patrick Sercu                    |

| Aantal | Samen met                                                                      |
| ------ | ------------------------------------------------------------------------------ |
| 4      | - Dieter Kemper                                                                |
| 2      | - Patrick Sercu - Klaus Bugdahl                                                |
| 1      | - Sid Patterson - Albert Fritz - Wilfried Peffgen - Sigi Renz - Julien Stevens |

## Ploegen
- 1962-Kinnane Cycle Works
- 1963-Kinnane Cycle Works
- 1964-Kinnane Cycle Works
- 1965-Malvern Star Cycles
- 1966-Malvern Star Cycles
- 1967-Malvern Star Cycles
- 1968-Mackeson . Whitbread
- 1969-Mackeson-Whitbread
- 1969-Flandria-De Clerck-Krüger
- 1970-Peycom-Visser
- 1970-Mackeson-Condor
- 1972-Bantel
- 1973-Falcon
- 1974-Munck-Beck's
- 1974-IJsboerke-Colner
- 1975-IJsboerke-Colner
- 1976-Lodewijcks Cycles
- 1977-Lodewijcks Cycles